# Верховинське благочиння ПЦУ
Верховинське благочиння — релігійна структура Коломийської єпархії Православної церкви України, що діє на території Верховинського району Івано-Франківської області України. Декан (благочинний) Верховинського деканату — митрофорний протоієрей Дмитро Михавків.

## Парафії благочиння
| №  | Парафії                                        | Населені пункти                    | Настоятелі                   | Світлини |
| -- | ---------------------------------------------- | ---------------------------------- | ---------------------------- | -------- |
| 1  | Пресвятої Трійці                               | с. Ільці                           | митр. прот. Дмитро Михавків  |          |
| 2  | Успіння Пресвятої Богородиці                   | селище Верховина                   | митр. прот. Юрій Стефлюк     |          |
| 3  | Зачаття праведною Анною Пресвятої Богородиці   | селище Верховина                   | митр. прот. Ігор Рибенчук    |          |
| 4  | Різдва Пресвятої Богородиці                    | селище Верховина (присілок Синиці) | ієрей Василь Миронюк         |          |
| 5  | Святого Миколая                                | с. Барвінків                       | ієрей Юрій Шкіндюк           |          |
| 6  | Перенесення мощей Святителя Миколая Чудотворця | с. Бережниця                       | ієрей Борис Мних             |          |
| 7  | Покрови Пресвятої Богородиці                   | с. с. Білоберізка                  | митр. прот. Дмитро Петльоха  |          |
| 8  | Трьох святителів                               | с. Біла Річка                      | митр. прот. Василь Попадюк   |          |
| 9  | Успіння праведної Анни                         | с. Бистрець                        | митр. прот. Віктор Шица      |          |
| 10 | Вознесіння Господнього                         | с. Буковець                        | прот. Петро Соколовський     |          |
| 11 | Пресвятої Тройці                               | с. Верхній Ясенів                  | митр. прот. Михайло Гергелюк |          |
| 12 | Святого пророка Іллі                           | с. Голови                          | митр. прот. Юрій Атаманюк    |          |
| 13 | Покрови Пресвятої Богородиці                   | с. Голови                          | митр. прот. Юрій Атаманюк    |          |
| 14 | Святого великомученика Юрія Переможця          | с. Голови                          | митр. прот. Юрій Атаманюк    |          |
| 15 | Святого великомученика Юрія Переможця          | с. Голошина                        | митр. прот. Семен Перва      |          |
| 16 | Вознесіння Господнього                         | с. Грамотне                        | митр. прот. Семен Перва      |          |
| 17 | Успіння Пресвятої Богородиці                   | с. Гринява                         | митр. прот. Ігор Фенчук      |          |
| 18 | Святої рівноапостольної княгині Ольги          | с. Дземброня                       | митр. прот. Віктор Шица      |          |
| 19 | Усікновення голови Івана Хрестителя            | с. Зелене                          | митр. прот. Микола Будзан    |          |
| 20 | Чуда Архистратига Михаїла в Хонах              | с. Замагора                        | прот. Володимир Максим'юк    |          |
| 21 | Святого Івана Хрестителя                       | с. Замагора (присілок Рикалівка)   | прот. Михайло Мануляк        |          |
| 22 | Покрови Пресвятої Богородиці                   | с. Красник                         | митр. прот. Юрій Мануляк     |          |
| 23 | Святого великомученика Юрія Переможця          | с. Білоберезка (присілок Заверх)   | прот. Ігор Кисилейчук        |          |
| 24 | Святих апостолів Петра і Павла                 | с. Красноїлля                      | митр. прот. Василь Данильчик |          |
| 25 | Святого пророка Іллі                           | с. Кривопілля                      | прот. Петро Якіб'юк          |          |
| 26 | Різдва Пресвятої Богородиці                    | с. Криворівня                      | митр. прот. Іван Рибарук     |          |
| 27 | Святого мученика Іоанна Сучавського            | с. Криворівня (присілок Устя)      | ієрей Борис Мних             |          |
| 28 | Приподобного Іова Почаївського                 | с. Криворівня (присілок Багни)     | митр. прот. Іван Рибарук     |          |
| 29 | Святого князя Володимира                       | с. Перехресне                      | прот. Юрій Миронюк           |          |
| 30 | Святого великомученика Димитрія Солунського    | с. Пробійнівка                     | митр. прот. Ігор Фенчук      |          |
| 31 | Святителя Миколая                              | с. Стебні                          | прот. Михайло Ливак          |          |
| 32 | Вознесіння Господнього                         | с. Устеріки                        | прот. Петро Данильчик        |          |
| 33 | Чуда Архистратига Михаїла                      | с. Черемошна                       | митр. прот. Василь Попадюк   |          |
| 34 | Святого апостола Андрія Первозванного          | с. Сеньківське                     | прот. Роман Сусак            |          |
| 35 | Успіння Пресвятої Богородиці                   | с. Хороцеве                        | митр. прот. Дмитро Петльоха  |          |
| 36 | Вознесіння Господнього                         | с. присілок Чорна Річка            | прот. Володимир Максим'юк    |          |
| 37 | Перенесення мощей св. Миколая                  | с. Шибене                          | ієрей Степан Будзан          |          |
| 38 | Покрови Пресвятої Богородиці                   | с. Яблуниця                        | прот. Роман Сусак            |          |